# Interstellair medium
Het interstellair medium, afgekort tot ISM, is het geheel van de materie, de interstellaire materie, ook afgekort als ISM, en de energie die zich tussen de sterren in een sterrenstelsel bevindt. De energie ligt daarbij vast in het interstellaire stralingsveld. De materie en straling buiten sterrenstelsels, waar het intergalactische stof een voorbeeld van is, wordt intergalactisch medium genoemd. De chemische samenstelling en fysische eigenschappen, zoals temperatuur, massadichtheid en dynamica van het interstellaire medium spelen een cruciale rol in de astrofysica. Zo treedt er in het interstellaire medium stervorming op en de materie van sommige sterren komt aan het einde van hun levensduur als supernova met een explosie weer in het interstellaire medium terug. Het speelt in de astronomie, dat het interstellaire medium invloed heeft op de straling die van sterren komt.
Nevels en gaswolken vallen onder het interstellaire medium.

## Interstellaire materie
Interstellaire materie komt in verschillende vormen voor:
- neutrale gasatomen
- geïoniseerd gas
- moleculair gas: van waterstof H2 en koolstofmonoxide CO tot veel grotere moleculen, die uit honderden atomen bestaan
- plasma
- Kosmisch en Intergalactisch stof: opeenhopingen van moleculen en atomen. De afmetingen van deeltjes in dit stof lopen van ongeveer een nanometer tot bijna een millimeter.

Behalve de meeste gasatomen zijn waterstofatomen, ongeveer 90%, en heliumatomen, ongeveer 10%, bevinden zich zijn kleine hoeveelheden zwaardere elementen, in de astronomie metalen genoemd, zoals koolstof, stikstof en zuurstof. Het grootste deel van de massa, ongeveer 99%, van de interstellaire materie bestaat uit gas, de eerste vier categorieën hierboven, de rest bestaat uit stof. De dichtheid is over het algemeen zeer laag, enkele atomen per cm³. Daarvan staat hieronder een tabel.
De fasen die in het interstellaire medium voorkomen worden in onderstaande tabel van koud naar warm opgesomd. Behalve de temperatuur worden voor elke component ook de dichtheid en het deel van het totale volume van een wolk gegeven, dat door deeltjes wordt bezet.
| Component               | Fractioneel volume | Temperatuur (K) | Dichtheid (deeltjes/cm³) | fase                                                               |
| ----------------------- | ------------------ | --------------- | ------------------------ | ------------------------------------------------------------------ |
| Moleculaire wolken      | < 1 %              | 20 - 50         | 103 - 106                | waterstofmoleculen                                                 |
| Koud neutraal medium    | 1-5%               | 50 - 100        | 1 - 103                  | neutrale waterstofatomen                                           |
| Warm neutraal medium    | 10-20%             | 1000 - 5000     | 10−1 - 10                | neutrale waterstofatomen                                           |
| Warm geïoniseerd medium | 20-50%             | 103 - 104       | 10−2                     | geïoniseerde waterstof                                             |
| H-II-gebieden           | ~10%               | 104             | 102 - 104                | geïoniseerde waterstof                                             |
| Heet geïoniseerd medium | 30-70%             | 106 - 107       | 10−4 - 10−2              | geïoniseerde waterstof meervoudig geïoniseerde zwaardere elementen |

Het interstellaire medium wordt normaal gesproken verdeeld in drie fases, afhankelijk van de temperatuur van het gas:
1. koud: tientallen kelvin, moleculaire wolken en koud neutraal medium
2. warm: duizenden kelvin, neutraal of geïoniseerd medium en HII-gebieden
3. heet: miljoenen kelvin, geïoniseerd medium

Dit zijn de temperaturen waarbinnen een stabiel evenwicht tussen de hoeveelheid energie die de wolk opwarmt en de hoeveelheid energie die de wolk kan afstaan om af te koelen kan worden bereikt. Dit driefasenmodel voor het interstellaire medium is in 1977 ontwikkeld door McKee en Ostriker. Men is het binnen de wetenschap nog steeds niet over de onderlinge verdeling van het interstellaire medium over deze drie fasen eens. Wat betreft het koude medium bestaat er binnen de plasmakosmologie het idee dat deze ook is geïoniseerd waardoor er ook daar elektrische stroom kan lopen.

## Interstellair stralingsveld
De interstellaire ruimte bevat behalve materie ook straling en kan nog uit kosmische straling, voor het grootste deel protonen en andere geladen atoomkernen, en magnetische velden bestaan

## Interactie en verrijking
Er is in een sterrenstelsel veel interactie tussen de sterren, het interstellaire stralingsveld, dat voor een belangrijk deel door deze sterren wordt geproduceerd, en de interstellaire materie. Doordat gaswolken met een bovengemiddelde dichtheid door hun eigen zwaartekracht samentrekken ontstaan er sterren. Deze sterren verwarmen de materie in het interstellaire medium, waardoor het energie gaat uitzenden, vooral in het infraroodgebied.
Aan het einde van de levensduur van een ster is er een grote kans dat via een supernova de materie van de ster, inclusief de zwaardere elementen zoals koolstof en stikstof en nog zwaardere metalen, weer in het interstellaire medium terechtkomt. Dit wordt verrijking van het ISM genoemd.